# Óceáni árok

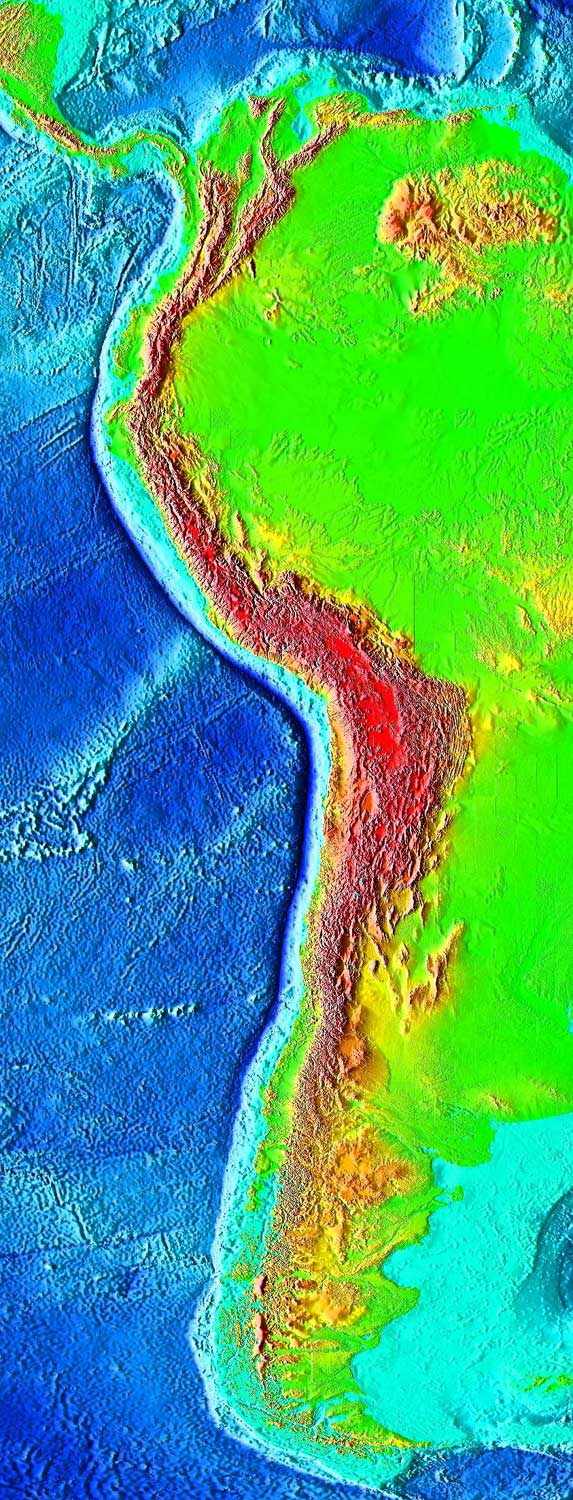
Az Atacama-árok Dél-Amerika nyugati partja mentén.

Az óceáni árok vagy mélytengeri árok hosszú, keskeny mélyedés az óceáni aljzatban, amely azon a hajlatvonalon alakul ki, ahol az öreg, kihűlt óceáni lemez a kisebb sűrűségű kontinentális lemez alá bukik (szubdukció).
Globális átlagban mintegy egytized négyzetméternyi óceáni litoszféra bukik alá másodpercenként. Ahol az óceáni lemezek ezzel szemben távolodnak egymástól, ott óceáni hátság keletkezik. Ennek egyik fajtája is lehet hasadék, de ezek kevésbé mélyek, mint az óceáni árkok.
Az óceáni árkok az óceáni aljzatok legmélyebb részei, tipikusan 3-4 kilométerre nyúlnak az aljzat alá. Általában párhuzamosan futnak egy felszíni vulkanikus ívvel (szigetek, vagy hegyek), mintegy 200 kilométeres távolságban. A legnagyobb ismert óceánmélységet - 10 911 métert a Fülöp-szigetek közelében, a csendes-óceáni Mariana-árok déli végénél mérték (Challenger-szakadék).

## A legfontosabb óceáni árkok
| Árok                              | Óceán         | Mélység (méter) |
| --------------------------------- | ------------- | --------------- |
| Mariana-árok                      | Csendes-óceán | 10 911          |
| Tonga-árok                        | Csendes-óceán | 10 882          |
| Kurili-kamcsatkai árok            | Csendes-óceán | 10 542          |
| Fülöp-árok                        | Csendes-óceán | 10 540          |
| Kermadec-árok                     | Csendes-óceán | 10 047          |
| Izu-Bonin-árok                    | Csendes-óceán | 9 780           |
| Japán-árok                        | Csendes-óceán | 9 000           |
| Puerto Ricó-i árok                | Atlanti-óceán | 8 605           |
| Peru–Chile árok vagy Atacama-árok | Csendes-óceán | 8 065           |

| Árok                                                    | Helye                                                           |
| ------------------------------------------------------- | --------------------------------------------------------------- |
| Aleuti-árok                                             | Alaszkától nyugatra                                             |
| Bougainville-árok                                       | Pápua Új-Guineától délre                                        |
| Kajmán-árok                                             | A Karib-tenger nyugati része                                    |
| Cedros-árok (inaktív)                                   | Alsó-Kalifornia mexikói állam csendes-óceáni partja             |
| Hikurangi-árok                                          | Új-Zélandtól keletre                                            |
| Japán-árok                                              | Északkelet-Japán                                                |
| Kurili-kamcsatkai árok                                  | A Kuril-szigetek közelében                                      |
| Mariana-árok                                            | Nyugat-Csendes-óceán; a Mariana-szigetektől keletre             |
| Közép-amerikai árok                                     |                                                                 |
| Új-Hebridák árok                                        | Vanuatutól nyugatra                                             |
| Puerto Ricó-i árok (az Atlanti-óceán legmélyebb pontja) | A Karib-tenger és az Atlanti-óceán határán                      |
| Atacama-árok                                            | Kelet-Csendes-óceán; Peru és Chile partjainál                   |
| Fülöp-árok                                              | A Fülöp-szigetektől keletre                                     |
| Rjukju-árok                                             | A japán Rjukju-szigetek keleti szegélye                         |
| Dél-Sandwich árok                                       |                                                                 |
| A Szunda-ív és a Jávai árok                             |                                                                 |
| Tonga-árok                                              | Ausztráliától északkeletre                                      |
| Yap-árok                                                | Nyugat-Csendes-óceán; a Palau-szigetek és a Mariana-árok között |

## Fordítás
- Ez a szócikk részben vagy egészben  az   Oceanic crust című angol Wikipédia-szócikk ezen változatának fordításán alapul.  Az eredeti cikk szerkesztőit annak laptörténete sorolja fel. Ez a jelzés csupán a megfogalmazás eredetét és a szerzői jogokat jelzi, nem szolgál a cikkben szereplő információk forrásmegjelöléseként.